# 四ヶ所麻美
四ヶ所 麻美（しかしょ あさみ、女性、1979年10月17日 - ）は、東京都板橋区出身の元プロボクサー。フラッシュ赤羽ボクシングジム所属。階級はフライ級。

## 来歴

### アマチュア時代
2002年の女子アマチュアボクシング解禁とともに、競技に参加する。第1回東京都大会で後のWBC世界王者小関桃とスパーリング。
2003年から2007年まで全日本アマチュア5連覇を達成。2003年はフライ級だったが、2004年以降はライトバンタム級でエントリーし、2005年は決勝で後の世界王者好川菜々を退ける。
国際大会では2003年と2005年のアジア選手権に出場し、2大会連続で3位。

### プロデビュー
2008年にJBCプロ公認となりB級合格。後楽園ホールで行われた旗揚げ興行「G Legend」でプロデビュー戦。元JWBC2階級王者の藤本りえに2-0で敗れる。
10月13日、後のWBA王者山口直子を5回TKOで退け初勝利。
2009年4月13日、世界ランカーの呉修ヒョンを3-0で退け連勝。

### 東洋太平洋王座獲得
10月12日、OPBF女子フライ級初代王座決定戦に挑む。同年富樫直美がもつWBCライトフライ級王座に挑戦したOA・ゴーキャットジムと対戦し、8回TKOで退け王座獲得。
2010年6月14日、マルネージェ・ベラーノを相手に防衛戦を行い、オープンスコアで三者三様となるほど苦戦しつつ、3-0判定で初防衛。
12月8日、張有珍を9回レフリーストップのTKOで退け2度目の防衛に成功。
2011年5月16日、真道ゴー相手に3度目の防衛戦を行うが、0-3判定で敗れ王座陥落。

### 世界王座挑戦
2011年8月27日、メキシコに乗り込み、トラスカラ州ウアマントラのプラザ・デ・トロスにてマリアナ・フアレスの持つWBC女子世界フライ級王座に初挑戦。試合は3者とも王者にフルマークをつける0-3判定で完敗。

### 引退
世界挑戦失敗後は試合出場がないまま、2012年末付けで引退届を提出。

## 戦績
- プロボクシング:8戦 5勝 3KO 3敗

| 戦           | 日付           | 勝敗 | 時間    | 内容    | 対戦相手                       | 国籍       | 備考                              |
| ------------ | -------------- | ---- | ------- | ------- | ------------------------------ | ---------- | --------------------------------- |
| 1            | 2008年5月9日   | 敗北 | 6R      | 判定0-2 | 藤本りえ(協栄)                 | 日本       | プロデビュー戦                    |
| 2            | 2008年10月13日 | 勝利 | 5R 1:59 | TKO     | 山口直子(白井・具志堅スポーツ) | 日本       |                                   |
| 3            | 2009年4月13日  | 勝利 | 6R      | 判定3-0 | 呉修炫                         | 韓国       |                                   |
| 4            | 2009年10月12日 | 勝利 | 8R 0:46 | TKO     | OA・ゴーキャットジム           | タイ       | OPBF女子フライ級王座決定戦        |
| 5            | 2010年6月14日  | 勝利 | 10R     | 判定3-0 | マルネージェ・ベラーノ         | フィリピン | OPBF女子フライ級タイトルマッチ    |
| 6            | 2010年12月8日  | 勝利 | 9R      | TKO     | 張有珍                         | 韓国       | OPBF女子フライ級タイトルマッチ    |
| 7            | 2011年5月16日  | 敗北 | 10R     | 判定0-3 | 真道ゴー(クラトキ)             | 日本       | OPBF女子フライ級タイトルマッチ    |
| 8            | 2011年8月27日  | 敗北 | 10R     | 判定0-3 | マリアナ・フアレス             | メキシコ   | WBC女子世界フライ級タイトルマッチ |
| テンプレート |                |      |         |         |                                |            |                                   |

## 獲得タイトル
- 東洋太平洋女子フライ級